# Умібодзу

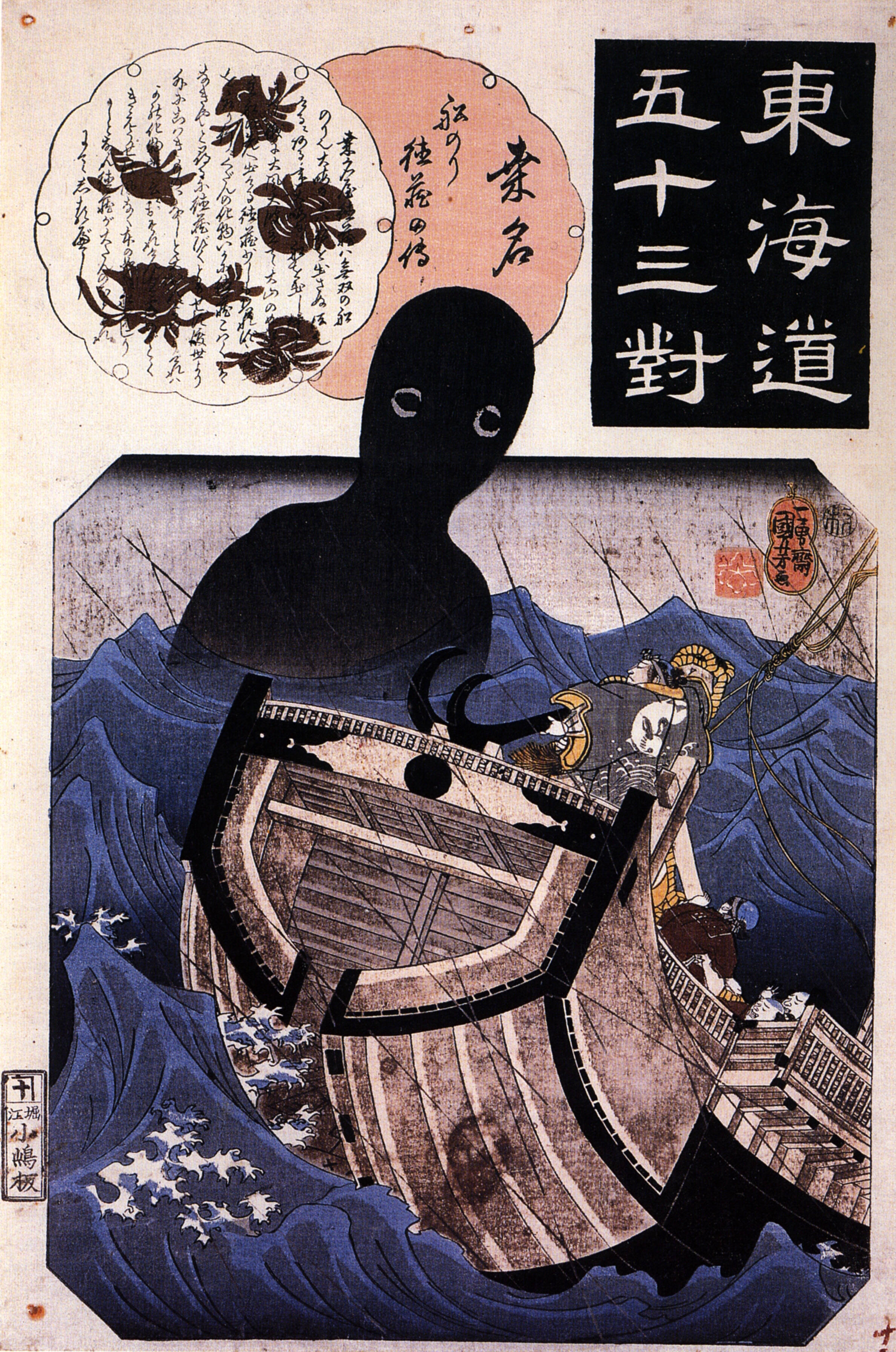
Умібодзу на ілюстрації 1845 року

Умібо́дзу (яп. 海坊主, «морський чернець») — дух в японському фольклорі, який живе у морі та топить кораблі.

## Образ
Умібодзу описується як істота, що мешкає в океані та має сіре або чорне, подібне до хмари тіло, круглу голову з очима, що світяться, і щупальцеподібні кінцівки. Умібодзу може поставати як велетенським, так і крихітним. Коли цей дух з'являється з води, видно тільки верхню частину, тому ніхто не знає як виглядає Умібодзу повністю.
При його появі здіймається шторм і небо вкривають хмари. Цей дух перекидає судна чи ламає їх навпіл. Згідно переказів, якщо Умібодзу сердитий, він вимагає, щоб команда сама викотила на палубу бочку, яку він заповнює морською водою, після чого топить їх корабель. Щоб уникнути цієї долі, необхідно дати йому бездонну бочку. Часом говориться, що Умібодзу — величезні йокаї, якими стають загиблі в морі рибалки або ж ченці. Ця народна легенда, ймовірно, пов'язана з японським повір'ям, яке говорить, що душі людей, у яких немає нікого, хто піклувався б про їхні могили, знаходять притулок у морі.
Ім'я цього духа, яке об'єднує ієрогліфи, що позначають «море» і «буддистський чернець», пов'язане з легендарним описом, де умібодзу володіє великою круглою головою, яка нагадує голені голови буддистських ченців.

## Трактування образу
Припускається, що образ Умібодзу виник на основі зустрічей давніх японців з реальними велетенськими кальмарами, каракатицями, або скатами, голова яких нагадує людську.
За іншими версіями, образ Умібодзу походить від вигляду грозових хмар чи поодиноких хвиль-убивць.

## У масовій культурі
Популярний переказ описує зустріч рибалки Токузо з Умібодзу. Істота вимагає назвати найжахливішу річ, яку той знає. Токузо відповідає «Моя професія — це найжахливіша річ, яку я знаю!», після чого Умібодзу мовчки зникає в морі.
Також ім'я Умібодзу носять персонажі різних аніме:
- У «Gintama» — це ім'я батька Кагури, чия схожість з цим йокаєм посилюється лисою головою.
- У «Lovely Complex» — популярного репера, чиїми затятими фанатами є Рису і Отані, головні дійові персонаж.
- Вихованець Іцукі, Ураотоко, в одній із серій «YuYu Hakusho», показує разючу подібність з Умібодзу.
- Традиційний фольклорний Умібодзу з'являється у другій частині сюжетної арки аніме «Mononoke», продовження аніме-збірки японських жахів «Ayakashi: Samurai Horror Tales», які є поєднанням традиційних казок, п'єс театру Кабукі і анімованих версій друкованих гравюр ХІХ століття, що переказують класичні історії про привидів.
- У філері аніме-серіалу «Наруто» (172 епізод) Умібодзу з'являється як одна з призивних істот (Морської Бос). Там він представлений як створіння, яке повністю складається з води, що з'єднана чакрою. Основним методом атаки є захоплення цілі і утоплення її у водоймі.
- В манзі і аніме «One Piece. Великий куш», в кінці сюжетної саги «Трилер Барк» (том 50, розділ 490), коли команда головного персонажа випливає з Флоріанського Трикутника, в тумані з'являються гігантські таємничі тіні, серед яких видно очі — це, як вважаються, і є Умібодзу. Інший персонаж цього твору, на ім'я Вадацумі трохи нагадує Умібодзу. Вадацумі також носить прізвисько великий монах, і його помилково прийняли за Умібодзу.
- В манзі Сігеру Мідзукі «GeGeGe no Kitarou» з'являється Умібодзу.

Крім того Умібодзу фігурує в таких творах, як:
- У дванадцятій частини (Undefined Fantastic Object) серії відеоігор «Touhou Project» присутній персонаж Мінамізу Мураса, що за суттю є Умібодзу, попри людську подобу.
- У відеогрі «Nioh» цей дух є одним з босів, якого необхідно здолати для проходження гри.
- У «Ninja Sentai Kakuranger», 18-му сезоні серіалу «Super Sentai», Умібодзу з'являється як один з рядових «монстрів тижня».